# Mòdul vectorial
El mòdul vectorial expressa el valor numèric d'una magnitud vectorial. Gràficament correspon a la longitud del segment orientat que representa el vector, sempre en valor absolut. Per exemple, si es vol expressar que el mòdul de {\displaystyle {\vec {a}}} val 5 unitats, es fa així: {\displaystyle |{\vec {a}}|=5u}.
Expressat en fórmules, donat un vector {\displaystyle {\vec {r}}} de coordenades (x,y,z) {\displaystyle {\vec {r}}=(x,y,z)}) el seu mòdul és {\displaystyle |{\vec {r}}|={\sqrt {x^{2}+y^{2}+z^{2}}}}. La seva direcció està donada per la recta que conté el vector i el sentit pot ser cap a un costat o cap a l'altre.
També es pot separar un vector en mòdul i donar la direcció i sentit amb un vector unitari que es calcula com:
{\displaystyle {\vec {r_{U}}}={\frac {x_{i}+y_{j}+z_{k}}{|{\vec {r}}|}}}, essent i, j i k els vectors (1,0,0), (0,1,0) i (0,0,1) respectivament.
Vegeu també: Vector (física)